# أدولفو دي بولد
أدولفو دي بولد (بالإسبانية: Adolfo J. de Bold)‏ هو باحث أرجنتيني-كندي في الجهاز القلبي الوعائي، عمل مديرًا للأبحاث بمعهد القلب بجامعة أوتاوا في الفترة من 1986 إلى 1993. اشتهر باكتشافه الببتيد الأذيني المدر للصوديوم، وهو هرمون عديد الببتيد تفرزه خلايا عضلة القلب.

## الجوائز والتكريم
- جائزة مؤسسة غيردنر الدولية (1986)[11]
- جائزة ماننغ للتجديد (1986)[12]
- ميدالية ماكلافلن للأبحاث الطبية من الجمعية الملكية بكندا (1988)[13]
- زميل الجمعية الملكية بكندا
- زميل الجمعية الأمريكية لتقدم العلوم[13][14]
- وسام كندا من رتبة ضابط (1992)
- أُدرج اسمه ضمن قاعة مشاهير الطب الكنديين سنة 2014.[15]